# Supercoupe de Chypre du Nord de football
La Supercoupe de Chypre du Nord de football (en turc : Cumhurbaşkanlığı Kupası) est une compétition de football créée en 1981 opposant le champion de Chypre du Nord au vainqueur de la coupe de Chypre du Nord. 

## Palmarès
- 1981 : Gençlik Gücü 5-4 Gönyeli
- 1982 : Türk Ocagi 1-0 Magusa Türk Gücü
- 1983 : Magusa Türk Gücü
- 1984 : Türk Ocagi 3-1 Yenicami Ağdelen
- 1985 : Gönyeli  5-1 Küçük Kaymakli
- 1986 : Magusa Türk Gücü 2-1 Küçük Kaymakli
- 1987 : Baf Ülkü Yurdu SK  2-0 Magusa Türk Gücü
- 1988 : Baf Ülkü Yurdu SK 1-0 Küçük Kaymakli
- 1989 : Baf Ülkü Yurdu SK 2-1 Yenicami Ağdelen
- 1990 : Türk Ocagi 1-0 Baf Ülkü Yurdu SK
- 1991 : Çetinkaya Türk 7-5 Dogan Türk Birligi  (après tirs au but)
- 1992 : Çetinkaya Türk 3-2 Dogan Türk Birligi
- 1993 : Çetinkaya Türk 2-1 Gönyeli (après tirs au but)
- 1994 : Yalova 6-5 Dogan Türk Birligi   [after pen]
- 1995 : Gönyeli 2-0 Yalova
- 1996 : Çetinkaya Türk 6-1 Akincilar
- 1997 : Küçük Kaymakli 1-0 Çetinkaya Türk
- 1998 : Çetinkaya Türk 3-2 Gönyeli
- 1999 : Gönyeli6-3 Çetinkaya Türk
- 2000 : Gönyeli 3-2 Çetinkaya Türk
- 2001 : Çetinkaya Türk 4-0 Gönyeli
- 2006 : Çetinkaya Türk 1-1 Magusa Türk Gücü     (6-5 t.a.b.) (à Londres)
- 2011 : Çetinkaya Türk  2-1 Küçük Kaymakli
- 2012 : Çetinkaya Türk  4-2 Dogan Türk Birligi
- 2013 : Yenicami Ağdelen 0-0 Çetinkaya Türk (après prolongation) (6-4 t.a.b.)
- 2014 : Yenicami Ağdelen 3-1 Lefke kaya Türk (après prolongation)
- 2015 : Yenicami Ağdelen 1-0 Mormenekşe GB  (après prolongation)
- 2016 : Magusa Türk Gücü 3-2 Küçük Kaymakli
- 2017 : Türk Ocagi 3-2 Yenicami Ağdelen (après prolongation)
- 2018 : Yenicami Ağdelen 3-0 Cihangir GSK
- 2019 : Yenicami Ağdelen 1-1 Magusa Türk Gücü (après prolongation) (4-3 t.a.b.)
- 2020 : Magusa Türk Gücü 4-0 Yenicami Ağdelen (après prolongation)
- 2021-2022 : non disputée
- 2023 : Magusa Türk Gücü 2-0 Türk Ocagi
- 2024 : Magusa Türk Gücü 2-1 Göçmenköy İYSK

## Source
- RSSSF